# Casa Museo de Zacarías González
La Casa Museo de Zacarías González es un museo de Salamanca situado en la casa donde vivió y pintó el pintor español Zacarías González.
https://casamuseozacariasgonzalez.com/

## Historia
Ha sido recientemente remodelado tras la donación de la familia del pintor a la Fundación Caja Duero realizada en 2005. Se ha pretendido respetar cuidadosamente las estancias familiares del pintor, combinando el sentido testimonial del domicilio del artista con el concepto museístico. Si bien y en favor de la propia exposición-difusión de la obra, no todos los espacios se han mantenido con los usos que tenían originalmente como vivienda.

## Descripción
La Casa Museo se divide en tres plantas.

### Planta Baja
El recorrido se inicia en el antiguo garaje de la vivienda en el que se exponen obras de su etapa de la Primera Figuración (1940-1958/60). Se continua por la Sala de Exposición I, donde antiguamente el pintor realizaba exposiciones para los coleccionistas, para acabar en la Sala de la Chimenea. 

### Planta Primera
En ella se conserva el dormitorio del artista en su estado original, las Salas de Exposición II y III, dedicadas a su etapa abstracta (1958/60-1965/67) y la Sala de Estar, también conservada en su estado original.

### Planta Segunda
Se pueden visitar la Sala de Exposición IV, con obras de la Segunda Figuración (1965/67-2003), la Sala de Lectura, la Sala de Estudio, en su estado original, y el Estudio de Pintura, donde trabaja el autor y donde se pueden observar los utensilios de taller.

## Datos útiles
- Situación: C/ Alarcón, 26 - Salamanca
- Horarios de visita:

Por determinar.
Lunes cerrado.
- Información general y visitas concertadas: 923 263953
- Visita gratuita.